# Hong Xiuquan

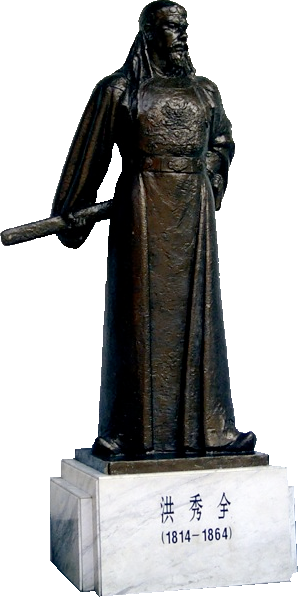
Estàtua de Hong a Nanjing

Hong Xiuquan (en xinès 洪秀全), Nom de naixement: Hong Renkun (洪仁坤), nom de cortesia: Huoxiu (火秀) (1 de gener de 1814 - 1 de juny de 1864) va ser el fundador i líder del moviment Rebel·lió dels Taiping.

## Biografia
Va néixer a Fuyuanshui, a Haudu, un barri de Guangzhou a la província de Guangdong. El seu pare va ser Hong Jingyang, i la mare Wang-shi, pagesos humils que cultivaven l'arròs. Hong i els seus germans ajudaven en les feines del camp. Els Hong pertanyien a l'ètnia hakka, un sub-grup dels han, que havia emigrat del nord cap al sud de la Xina però mantenint les seves tradicions i costums.
Hong, molt aviat va destacar per la seva intel·ligència i per l'interès en la lectura (els Cinc Llibres de Confuci i els cinc Clàssics), la literatura i la història, i amb només 16 anys ja feia de mestre en el seu poble.
Hong inicialment volia ser funcionari de l'administració pública i va intentar en quatre ocasions aprovar l'examen d'accés al funcionariat, sense èxit en cap de les alternatives. Va fer el primer examen l'any 1827 i el tercer al cap de 10 anys.
El 1837 després del tercer intent d'aprovar, va sofrir atacs de deliri, amb visions que va interpretar com que havia vist a Déu i que aquest li havia encomanat la missió de salvar la humanitat i exterminar els dimonis. També va incorporar la idea que ell era el germà de Jesucrist.
Prèviament havia rebut instrucció religiosa per part d'un missioners de l'església baptista del sud dels Estats Units, i del missioner Liang Afa. que li va facilitar una traducció al xinès del Nou Testament.
Inicialment els europeus portadors del cristianisme van veure en Hong una alternativa al pensament confucià.
Va morir a Nanjing l'1 de juny de 1864, després de menjar una barreja d'herbes silvestres per resistir la fam que hi havia arreu del país, interpretació ratificada pel seu cosí Hong Rengan, però algunes biografies interpreten el fet com un suïcidi.
El Govern local de Guangdong va construir el 2014 un monument funerari en memòria de Hong a Haudu, districte de Guangzhou.

### La Rebel·lió dels Taiping
El moviment dirigit per Hong va estar a punt de destruir la dinastia Qing, i de fet es va configurar com una de les guerres civils més cruentes i llargues (1850-1864) de la història de la Xina, amb més de 20 milions de morts. La lluita contra els manxús (dinastia Qing) per part dels rebels, inicialment tenia components religiosos, a partir de les visions de Hong que interpretava que els Qing eren l'encarnació del mal i que Déu li havia demanat que els eliminés. Va desenvolupar la seva pròpia visió del cristianisme, amb la creació d'una doctrina que era una barreja de cristianisme, taoisme i confucianisme, però també socials i morals, amb un programa de redistribució de les terres i d'estructura econòmica i social, que d'alguna forma es configurava com una mena de comunisme primari amb una moral molt estricta, quasi puritana.